# Auvonjärvi
Auvojärvi eller Auvonjärvi är en sjö i Finland. Den ligger i kommunen Sodankylä i landskapet Lappland, i den norra delen av landet, 800 km norr om huvudstaden Helsingfors. Auvonjärvi ligger 232,3 meter över havet. Arean är 47,4 hektar och strandlinjen är 3,15 kilometer lång. Sjön  ingår i Kemi älvs huvudavrinningsområde. 